# إميليا بودروغ
إميليا بودروغ (بالكرواتية: Emilija Podrug) مواليد 20 ديسمبر 1979 في كرواتيا، جمهورية يوغوسلافيا الاشتراكية الاتحادية، هي لاعبة كرة سلة كرواتية. لعبت مع نادي بارما لكرة السلة للسيدات في الدوري الإيطالي لكرة السلة للسيدات ونادي أفينيدا لكرة السلة للسيدات في الدوري الإسباني لكرة السلة للسيدات.

## روابط خارجية
- إميليا بودروغ على موقع الاتحاد الدولي لكرة السلة (الإنجليزية)
- إميليا بودروغ على موقع كرة السلة الأوروبية.كوم (الإنجليزية)
- إميليا بودروغ على موقع بروبوليرز (الإنجليزية)